# Autoroute A69 (France)
Pour les articles homonymes, voir A69.
L'autoroute A69 est une autoroute visant à relier l'A68 (près de Toulouse) à la rocade de Castres par une nouvelle infrastructure à 2 × 2 voies entre Castres et Verfeil sur une longueur de 62 km. Elle correspond à une alternative payante construite parallèlement à la RN126 existante sur ce tronçon. Une partie de l'autoroute (ancienne autoroute A680) est en service depuis juillet 2025 tandis que l'essentiel du tronçon est en construction. En raison d’un contentieux en cours sur certaines autorisations administratives nécessaires aux travaux, leur achèvement est incertain et la date de mise en service prévisionnelle est inconnue.
Le projet est déclaré d'utilité publique en juillet 2018 et, en avril 2022, le contrat de concession pour une durée de 55 ans est attribué à Atosca, chargé de l'exploitation du péage de l'autoroute A69 et qui assure jusque là sa construction. Les travaux débutent en mars 2023.
Aux alentours du début du chantier, entre 2022 et 2023, la critique du chantier est médiatisée à l'échelle nationale, plusieurs associations mettant en avant son impact environnemental négatif, mais aussi son prix élevé pour les usagers et le fait que les actuelles voies rapides gratuites contournant les villes de Puylaurens et Soual seraient intégrées à l'autoroute et rendues payantes. Le projet reçoit des avis défavorables du Conseil national de la protection de la nature et de l’Autorité environnementale. Tout au long de l'année 2023 et début 2024, des manifestations sont organisées rassemblant jusqu'à plusieurs milliers de défenseurs de l'environnement. Le 27 février 2025, le tribunal administratif de Toulouse annule les autorisations environnementales, entraînant la suspension du chantier. Le 28 mai, cette annulation est suspendue par la cour administrative d'appel de Toulouse, permettant la reprise du chantier.

## Histoire

### Genèse du projet (années 1990-2000)
Avant le début du chantier de l'A69, le principal axe reliant Verfeil à Castres est la route nationale 126 (RN 126).
En 1996, est ouverte l'autoroute A680, une bretelle de 8 km à 2 × 1 voies sans séparateur central, reliant l'autoroute A68 à la RN126. Celle-ci intègre l'autoroute A69 le 15 juillet 2025.
Le projet d'autoroute entre Toulouse et Castres est relancé dans les années 2000.
Le groupe pharmaceutique Laboratoires Pierre Fabre, premier employeur privé du Tarn, est à l'origine du projet[réf. souhaitée]. Ses dirigeants mènent ainsi des actions de lobbying en ce sens auprès des décideurs politiques,.

### Confirmation du chantier (années 2010)
En 2000 et en 2008, ouvrent respectivement les déviations de Soual et de Puylaurens, deux voies rapides. Les travaux effectués pour la construction de ces déviations, sont mises en œuvre par des filiales du groupe NGE (Guintoli-Cazal). Ces déviations sont intégrées dans le tracé de l’autoroute et dans le contrat de concession par la suite.
Au début des années 2010, une première enquête publique est ouverte.
Le groupe Pierre Fabre y dépose une contribution en faveur du projet d’autoroute car il juge l’absence de desserte autoroutière négative pour la compétitivité économique et l'attractivité du territoire sur lequel il est implanté.
Le maire de la ville de Lavaur et proche du groupe Fabre, Bernard Carayon, demande directement au premier ministre de l'époque François Fillon de forcer la main de son ministre de l'environnement opposé au projet, le menaçant de quitter la majorité parlementaire. Peu après, Jean-Louis Borloo accepte de signer la décision de mise en concession autoroutière de Castres-Toulouse.
En mai 2013, lors de sa visite dans la nouvelle usine dermo-cosmétique du groupe Pierre Fabre à Soual, près de Castres, le président de la République François Hollande rencontre Pierre Fabre, affaibli par la maladie (et décédé deux mois plus tard). François Hollande s'engage alors publiquement en faveur du projet de l'autoroute A69 et affirme dans son discours que « cette infrastructure aurait dû être faite depuis des années ». Cet engagement donne un coup d'accélérateur au projet, comme l'a confirmé Jacques Valax, ancien député socialiste du Tarn, également présent ce jour-là.
En 2014, le président François Hollande renforce son soutien au projet en demandant au préfet de la région Occitanie de lancer les études préalables nécessaires pour obtenir la déclaration d'utilité publique.

### Passages des actes administratifs (2018-2022)
En juillet 2018, le second gouvernement Édouard Philippe promulgue un décret qui déclare d'utilité publique le projet. Ce décret autorise les expropriations nécessaires à la réalisation des travaux.
En février 2021, la ministre de la transition écologique Élisabeth Borne lance la procédure d'appel d'offres. C'est le groupe de construction NGE qui le remporte en septembre de la même année au travers d'une nouvelle société Atosca, créée avec deux fonds d’investissement (Qeif II Dévelopment Holding Sarl, basé au Luxembourg et TIIC 2 SC SICAR, basé au Luxembourg) et la société de péage portugaise Ascendi, qui appartient à la société d’investissement Ardian,.
Le Premier ministre Jean Castex signe le décret du contrat de concession avec Atosca, le 16 avril 2022 (Décret no 2022-599 du 20 avril 2022 publié au JORF du 22).

### Lancement des travaux et mouvement de contestation (2023-2024)
Les travaux débutent en mars 2023.
Le 19 juin 2023, plusieurs associations déposent un recours contre les autorisations environnementales permettant la réalisation du chantier, dans le but d’obtenir la suspension des travaux et l’abandon définitif,. Le 2 août 2023, le juge des référés rejette la demande d’interruption du chantier par 14 associations pour qui le projet porte atteinte à une soixantaine d’espèces protégées et à leurs habitats, notamment au niveau du viaduc de l’Agout,. Le 6 octobre le tribunal administratif de Toulouse rejette une nouvelle demande de suspension. Le 29 novembre 2023, le Conseil d'État valide à nouveau l'autorisation environnementale accordée à Atosca.
Le 16 janvier 2024, le groupe écologiste à l'Assemblée nationale annonce faire usage de son droit de tirage pour créer une « commission d'enquête parlementaire sur le montage juridique et financier du projet d'autoroute A69 ». La commission du Développement durable et de l'Aménagement du territoire doit formaliser cette demande,,. Le 9 juin 2024, cette commission d'enquête parlementaire est close à la suite de la dissolution de l'Assemblée nationale par le président Emmanuel Macron.
En avril 2024, une plainte est déposée contre Atosca pour sa gestion des eaux pluviales et souterraines sur le chantier en cours.

### Jugement de l'affaire au fond (2024-2025)
La rapporteure publique Mona Rousseau communique le 20 novembre 2024, en amont de l'audience, le sens de ses conclusions plaidant pour l'annulation totale de l'arrêté autorisant les travaux pour motif d'absence de raison impérative d'intérêt général majeur justifiant la dérogation à l'interdiction d'atteinte aux espèces protégées.
Lors de l'audience du 25 novembre 2024, elle conteste le caractère impératif et majeur de l'intérêt public du projet. Elle affirme qu'il est « excessif » de parler de situation d'enclavement pour le secteur Castres-Mazamet, rejetant l'argument du désenclavement cité comme motif impérieux d'atteinte aux espèces protégées dans l'autorisation environnementale. Toujours selon elle, l'accidentologie de la RN126 ne permet pas de qualifier d'impérative la réalisation du projet d'autoroute, qui s'accompagnerait d'une dégradation sur l'itinéraire de substitution en raison de son passage par les centre-bourgs de Soual et Puylaurens dont les déviations existantes sont prévues pour être intégrées à l'autoroute payante. Le verdict est mis en délibéré et attendu sous 15 jours après l'audience.
Le 9 décembre 2024, le tribunal administratif de Toulouse annonce ne pas se prononcer sur la légalité ou non de l'arrêté autorisant les travaux en raison d'un nouvel élément communiqué par la défense dans une note en délibéré faisant suite à l'audience. En effet, cette note contient une mention d'une baisse de 33 % du prix du péage prise en charge par l'État sur les sections correspondant aux déviations de Soual et Puylaurens déjà existantes et prévues pour être intégrées à l'autoroute, incitant le tribunal à rouvrir l'instruction du dossier avant une nouvelle audience « dans les prochains mois »,. Cette absence de décision permet au concessionnaire de continuer les travaux en l'attente d'une nouvelle décision du tribunal, suscitant chez les opposants au projet l'inquiétude que le chantier continue de causer des impacts environnementaux irréversibles. Dans l'espoir de les limiter, les parties requérantes déclarent déposer le 16 décembre un référé-suspension pour tenter de faire reconnaître le doute sérieux de la légalité de l'autorisation environnementale en se basant sur les conclusions de la rapporteure publique sur le fond du dossier et de faire suspendre les travaux. Ce référé est rejeté le 21 janvier 2025, le juge des référés affirmant que « le projet ne produira que très peu d'effets concrets » entre ce jugement et la nouvelle audience au fond prévue pour le mois suivant, au vu des « impacts environnementaux (...) d'ores et déjà été produits à l'échelle globale du chantier », et que les délais nécessaire pour exécuter une interruption avoisineraient la date de l'audience de février.
À l'occasion de la nouvelle audience du 18 février 2025, la rapporteure publique renouvelle sa demande d'annulation du chantier, confirmant son précédent avis selon lequel aucune raison impérative d'intérêt public majeur ne justifie de porter atteinte aux espèces protégées pour construire l'autoroute, reprenant durant l'audience des propos similaires à ceux qu'elle avait déjà tenus le 25 novembre en affirmant notamment que les gains attendus du projet sont « assez faibles » compte tenu de son impact environnemental. Suivant cet avis et considérant que le projet « ne répondait à aucune « raison impérative d'intérêt public majeur » justifiant de porter atteinte à l'environnement », le tribunal administratif de Toulouse annule le 27 février l'autorisation environnementale, et donc l'arrêté préfectoral autorisant le chantier,. A cette date, 45 % des terrassements étant déjà réalisés, et 70 % des ouvrages d'art sont construits. Lors de cette annonce certains médias considèrent le chantier comme illégal,.
L'État et les sociétés bénéficiaires des autorisations environnementales font appel de la décision du tribunal administratif, tout en demandant un sursis à exécution afin de reprendre un chantier déjà engagé et arrêté le 27 février,. Le 28 mai, la cour administrative d'appel de Toulouse prononce le sursis à l'exécution de la décision du tribunal administratif. Le chantier va reprendre courant juin en attendant la décision définitive, prévue pour 2026,.
En parallèle, en mai 2025, le Sénat adopte par 252 voix contre 33 — essentiellement les groupes écologiste et communiste — une proposition de loi reconnaissant une raison impérative d’intérêt public majeur à la construction de l'A69. Celle-ci vise à valider les autorisations administratives nécessaires au chantier et permettre sa reprise,,,. L’initiative fait l’objet de critiques, dès lors que la loi a pour objet de valider des actes annulés en première instance par le juge administratif, ce que certains acteurs du débat présentent comme un « contournement de la justice » ou une atteinte à la séparation des pouvoirs,. Le 2 juin 2025, le texte est rejeté par l’Assemblée nationale à la suite d’une motion de rejet préalable adoptée à l’unanimité. Le vote de cette motion par les députés soutenant la construction de l’autoroute vise à accélérer le parcours législatif du texte en évitant l’examen des nombreux amendements déposés et le risque de dépassement de l’heure limite d’examen du texte et en permettant la réunion rapide d’une commission mixte paritaire.
Le 15 juillet 2025, l'autoroute A680 est renommée A69, devenant le premier tronçon en service de l'autoroute.

## Caractéristiques du projet

### Atosca
Atosca (Autoroute TOulouSe CAstres) est la structure créée spécialement pour la construction et la concession de l'A69. Selon l'article 29 du cahier des charges annexé au décret de concession, celle-ci prendra fin 55 ans après l'entrée en vigueur du contrat de concession. Cette durée de concession de 55 ans se décompose en deux parties : 40 ans correspondant à l'amortissement du projet, auxquels s’ajoutent 15 années supplémentaires demandées par les actionnaires. Le bienfondé de cette extension serait juridiquement contestable.
Les actionnaires principaux sont :
- NGE Concession, filiale du Groupe NGE, à hauteur de 25 %
- Ascendi, opérateur d'autoroutes portugais (15%), détenu par le fonds d'investissement Ardian
- Quaero Capital, groupe de gestion de fonds (30%)
- Transport Infrastructure Investment Company, TIIC, entreprise d'investissement portugaise (30%)

### Présentation du parcours

Tracé comparatif de l'autoroute A680 et de la route N126, avant travaux, avec le tracé prévisionnel de l'autoroute A69

Le chantier d'autoroute doit relier la sortie 2 de l'A68 (à 12 km de Toulouse) à la rocade de Castres par une liaison autoroutière à 2 × 2 voies entre Castres et Verfeil (Haute-Garonne).
L’A69 est longue de deux fois 62 kilomètres (Ouest/Est et Est/Ouest), en deux fois deux voies, dont 53 kilomètres de construction (44 km de tracé neuf, et 9 km de voie rapide de la route nationale 126 incorporés,) et 9 kilomètres de l'autoroute A680 existante renommée. Elle suit à peu près le tracé de la RN 126 et traversera le territoire de 24 communes. Le projet comprend 200 ouvrages d'art et ouvrages hydrauliques et 16 points de recharges de voitures électriques.
Tracé prévu :
- Échangeur entre A68 et A69
- 2 Gragnague à 1 km (de et vers l'A68) : Gragnague (déjà ouvert sur l'A680)
- 3 Verfeil 9 km : Verfeil, Lavaur (actuellement,  Carrefour giratoire entre A680/RD 20 (RN 126) et RD 112 (Toulouse par RD, Lavaur) et fin de l'A680)

début de la section gratuite
- 4 Verfeil - est à 11 km (de et vers l'A68) : Castres par RD (en projet)

fin de la section gratuite
- Péage de Verfeil (à système fermé) à 13 km
- 5 Maurens-Scopont à 24 km : Vendine, Toulouse (par RD), Cuq-Toulza (en projet)
  -  Aire de repos Cambon-lès-Lavaur (dans les deux sens)
- 6 Puylaurens à 41 km : Puylaurens, Saint-Sernin-lès-Lavaur, Revel (déjà ouvert)
- 7 Soual à 52 km : Soual, Semalens, Saïx (actuellement,  Carrefour giratoire entre RN 126 et RD 926 (Soual))
- Viaduc sur l'Agout +  Péage de Castres (à système fermé)
- 8 Castres/Saint-Palais à 61 km : Castres (actuellement  Carrefour giratoire entre A69, Route nationale 126 (Castres) et  Échangeur entre RN 112/RD 1012 et A69)
- Échangeur entre RN 112/RD 1012 et A69 à 62 km

### Péages
Le tarif du péage de l'autoroute A69 annoncé le 20 juin 2022 est de 6,77 €, soit un tarif kilométrique d'environ 12,7 centimes/km pour un véhicule thermique,. Les véhicules électriques devraient bénéficier d'une réduction de 20%. Ce prix jugé trop élevé par le rapport des commissaires-enquêteurs pourrait être diminué via une participation plus élevée des collectivités,.
Le péage est prévu sous forme de 4 portiques à flux libre avec système de reconnaissance de plaques et de badge.

### Coût de la construction
Le coût des travaux est estimé en 2022 par France 3 à 500 millions d'euros dont 20 millions financés par l’État et les collectivités. La même année, la préfecture du Tarn estime la participation publique à 23 millions d'euros, pour 6% du projet (donc 383 millions d'euros au total).
Selon la rapporteure de la commission d'enquête sur le montage juridique et financier du projet d’autoroute A69, l'investissement des déviations de Puylaurens et de Soual n'est « pas valorisé dans le cadre du contrat » de concession. C'est une des raisons qui expliquent que la transparence du projet financier est remise en cause lors de la Commission d’enquête sur le montage juridique et financier du projet d’autoroute A69. Cet investissement équivaut à 75 millions d'euros en nature, les déviations étant à terme intégrées à la concession autoroutière payante.

## Impact de l'autoroute et mesures de mitigation

### Impact socio-économique
Les défenseurs de la construction de l'autoroute défendent en particulier le développement économique de la région. L'objectif est donc de désenclaver la zone de Castres et Mazamet et générer un flux de population qui permettrait de conserver « les services publics, lutter contre la désertification médicale et apporter une main-d’œuvre » aux entreprises locales. Le groupe cosmétique Pierre Fabre s'est engagé fortement en faveur de cette autoroute,. Par ailleurs, Atosca prévoit la création de 1 000 emplois locaux temporaires durant les travaux, dont 10% minimum de personnes éloignées de l'emploi.
L’État annonçait initialement (en 2020), un gain de temps de 35 minutes sur l'ensemble du trajet. Atosca prévoit un gain de temps pour le trajet de 69,69 km entre la rocade de Castres (intersection des RN126 et 112) et le périphérique de Toulouse de 24 minutes en temps de trajet théorique avec la future A69, ou de 23 minutes selon les vitesses habituellement pratiquées sur cet axe (pour un trajet avant travaux d'environ 1h). Les opposants au projet estiment le gain de temps aux alentours des 15 minutes. Les véhicules souhaitant conserver un trajet entièrement gratuit doivent faire un détour de 12 minutes pour éviter les contournements de Soual et Puylaurens inclus dans la zone de péage.
L'autorité environnementale souligne des lacunes dans l’analyse socio-économique du projet, considérant qu'« elle repose sur des données de trafic (...) désormais obsolètes ». Le rapport de l'enquête publique indique qu' « aucune démonstration concrète [d’un impact économique favorable] n’est présentée ni aucun chiffrage évalué ». Des chercheurs de l'Institut national universitaire Champollion indiquent qu'aucune étude n'a permis de lier la création d’une infrastructure de transport au développement social et économique d'un territoire.
Selon ses défenseurs, le projet diminuerait le nombre d'accidents de la route par rapport au tracé actuel.

### Impact sur l'environnement

#### Impact initial
L'autorité environnementale craint un impact négatif du projet sur:
- La fragmentation du territoire,
- la consommation de sols naturels et agricoles,
- l’impact sur la biodiversité et la rupture des continuités écologiques,
- les altérations du paysage et des aménités des territoires,
- la pollution de l'air et les risques sanitaires induits,
- la préservation des zones humides,
- les consommations énergétiques et des émissions de gaz à effet de serre.

#### Séquence éviter-réduire-compenser
La déclaration d'utilité publique du projet prévoit un comité de suivi des mesures compensatoires composé, selon la dénomination, de représentant de l'Etat, de représentant du concessionnaire (entreprises Atosca, Biotope, Setec et du groupe NGE), de collectivités locales, d'associations naturalistes (France Nature Environnement Midi-Pyrénées, Nature en Occitanie, Conservatoire d’Espaces Naturels Midi-Pyrénées, Union Protection Nature Environnement Tarn, Ligue pour la protection des oiseaux du Tarn, Fédération départementale des chasseurs, Fédération départementale pêche et milieux aquatiques, Arbres et Paysages Tarnais), d'opérateurs de l’État (ONF, OFB, Agence de l'eau), d'organes consulaires locaux (Chambres d’agriculture du Tarn et de la Haute-Garonne, Syndicat de Bassin versant Hers Girou, Syndicat Mixte du Bassin de l’Agout, Conservatoire botanique national des Pyrénées et de Midi-Pyrénées, Agence régionale de la biodiversité Occitanie), et du Conseil national de la protection de la nature .
L’État annonce que 87 millions d'euros sont prévus dans la séquence Éviter-réduire-compenser, et qu'il est notamment prévu « 5 fois plus d’arbres replantés que d’arbres coupés ».
Parmi les mesures de réduction figure le déplacement de certaines espèces à enjeu présentes le long du tracé. Concernant la conservation du Grand capricorne, espèce protégée au niveau européen, Atosca prévoit un « abattage doux » des arbres où ils logent et un déplacement des branches coupées dans les forêts avoisinantes. Le patch de trèfle écailleux sera déplacé sur un autre site.
Les mesures de compensation prévoient l'acquisition et la conservation de sites situés en dehors du projet censé présenter des enjeux similaires ou à restaurer. Atosca prévoit en 2024 que 71 ha « de compensation de zone forestière et de replantation en bordure du tracé », ainsi que l'achat de 27 ha de forêt pour en faire des ilots de sénescence.
Les moyens de compensation proposés par Atosca sont critiqués[Par qui ?] de par les incertitudes quant à son réalisme[réf. nécessaire].
Fin 2023, l’État rappelle que « les services instructeurs, chargés de la police de l’environnement, sont pleinement mobilisés sur ce chantier majeur pour vérifier que les mesures réglementaires sont bien appliquées sur le terrain » et que des « non-conformités ont pu être constatées et certaines d’entre elles ont donné lieu à des
mises en demeure ». Selon France Nature Environnement, le chantier a fait l'objet entre mars 2023 et janvier 2025 de 34 rapports de manquement administratif réalisés par la DREAL, DDT et OFB, pour violation des prescriptions de l'autorisation environnementale, ayant mené à 14 arrêtés préfectoraux de mise en demeure. Il s'agit essentiellement de non conformité des mesures d'évitement ou de réduction prévues, de la gestion de l'eau, etc.

## Prises de position sur le projet d'autoroute

### Sondages d'opinion
En 2023, plusieurs sondages sont commandités par les défenseurs et les opposants au projet autoroutier.
En novembre 2023, une étude réalisée par l'Ifop pour Agir pour l'environnement auprès d'un échantillon représentatif de la population du Tarn et de la Haute-Garonne montre que 61 % des sondés se disent favorables à l'abandon du projet. Dans le détail, la proportion d'opposants au projet est majoritaire dans les deux départements avec une position moins affirmée dans le département du Tarn (55 %) que dans celui de la Haute-Garonne (63 %). De plus, une très large majorité des sondés (82 %) se disent favorables à l'organisation d'un référendum local visant à voter pour ou contre le projet d'autoroute (et ce indépendamment du département de résidence).
Un sondage Odoxa, commandité par le concessionnaire du projet Atosca, réalisé en mars 2023 sur 600 personnes du Sud Tarn obtient 35 % de très favorables et 40 % de plutôt favorables,

### Opposition

#### Critiques
Le projet reçoit un avis défavorable du Conseil national de la protection de la nature en septembre 2022, puis de l’Autorité environnementale en octobre 2022. Dans leur avis, les deux institutions relèvent les atteintes importantes causées à l’environnement, qu’elles n’estiment pas compensées par l’intérêt socio-économique du projet.
Les associations Collectif RN126, La voie est libre et Pas d'autoroute Castres Toulouse critiquent le projet d'autoroute. Elles dénoncent l'impact écologique de la construction et le fait que les actuelles voies rapides gratuites deviendraient payantes une fois intégrées à l'autoroute. Ces associations proposent depuis 2009 un projet alternatif consistant à aménager la route nationale existante (RN 126). La voie est libre propose par ailleurs depuis 2023 un autre projet alternatif, soumis aux élus en septembre 2023, consistant à « réaménager la RN 126, mieux desservir les gares par le train, et aménager [une] véloroute ». Le projet prévoit également la création de pôles d'activités économiques et artisanales le long de cet axe. Ce projet alternatif a été présenté à l'Assemblée nationale fin septembre.
En septembre 2023, 200 scientifiques exerçant en région toulousaine et membres de l'Atécopol (atelier d’écologie politique), publient une tribune d’opposition au projet,.
Une lettre ouverte adressée au président de la République, initiée par le collectif Scientifiques en rébellion, a été signée par plus de 1 500 scientifiques — dont Valérie Masson-Delmotte et Christophe Cassou — et est publiée dans Le Nouvel Obs en octobre 2023. Les scientifiques arguent que ce projet n'est pas compatible avec les objectifs de réductions des émissions de gaz à effet de serre françaises et de préservation de la biodiversité,,. À la veille d'une manifestation fin octobre, le journal Libération considère que les arguments des scientifiques n'ont pas été entendus, laissant le projet aux mains de quelques politiques.
Le 7 novembre 2023, une pétition est lancée sur la plateforme de l'Assemblée nationale. Le 20 novembre 2023, elle atteint les 36 000 signatures.
En novembre 2023, à la suite des actions du groupe en faveur du projet autoroutier, un boycott des produits Pierre Fabre est lancé par les opposants au projet,. En décembre 2023, le syndicat CGT de Pierre Fabre demande alors à la direction de l'entreprise de se désolidariser du projet. Dans un texte, le syndicat déclare : « Comment peut-on en 2023 alors que toutes les décisions politiques, industrielles, ou sociales doivent passer par le filtre de la transition écologique, soutenir un projet écocide et suranné ? ». Fin 2023, il est révélé que l'entreprise pharmaceutique de Pierre Fabre est actionnaire du concessionnaire du projet à hauteur de 8 millions d'euros.

#### Manifestations
En avril 2023, une mobilisation à l'appel des Soulèvements de la Terre, de la confédération paysanne et d'Extinction Rebellion regroupe entre 4 500 et 8 200 militants écologistes contre le projet,,. L’opposition au projet donne lieu à plusieurs actions de communication de militants écologistes : escalade d’arbres en opposition au projet, engagement de grèves de la faim par une quinzaine de personnes. Parmi celles-ci, l’une, menée par Thomas Brail, est particulièrement médiatisée.
Durant le week-end des 21-22 octobre, des manifestations rassemblent entre 2 400 (préfecture) et 10 000 (organisateurs) opposants au projet. Dans la nuit du 21 au 22, une ZAD (zone à défendre) est organisée à la ferme La Crémade, à l'est de Castres. Elle rassemble environ 300 personnes,. Les manifestants sont évacué le 23 octobre par la gendarmerie mobile, utilisant des Centaures, véhicules blindés à roue de la gendarmerie, et causant une trentaine de blessés selon les manifestants.
Le 9 décembre 2023, plusieurs centaines de manifestants investissent et occupent symboliquement le terrain d'une des deux futures centrales de bitume à Puylaurens qui vont produire les 500 000 tonnes de revêtement de l'A69,.
Entre février et mars 2024, dans un bois situé à Saïx baptisé zone à défendre (ZAD) de la Crem’Arbre par les opposants, cinq « écureuils » ont pratiqué ce que certains considèrent comme une « opposition par violence ou voie de fait à l’exécution de travaux publics ou d’utilité publique ».
En octobre 2024, des « écureuils », qui avaient aménagé des cabanes sur les arbres, sont évacués par les forces de l'ordre,,.

#### Répression
Certaines actions des militants opposés à la construction de l’autoroute sont réprimées. En mars 2024, le site Reporterre estime que l’État y a consacré au moins 2,7 millions d’euros.
En février 2024, un rapporteur spécial des Nations unies sur les défenseurs de l’environnement, Michel Forst, publie ses constats sur les pratiques des forces de l’ordre contre les militants qui occupent les arbres devant être abattus (les « écureuils ») sur la commune de Saïx : il y critique le blocage du ravitaillement en nourriture et en eau par d’autres militants, des privations de sommeil et des départs d’incendies provoqués par les forces de l’ordre, qu’il qualifie de « traitements cruels, inhumains et dégradants »,. Le rapporteur spécial critique également les grandes difficultés que rencontrent les journalistes et observateurs à accéder à la ZAD et à s’entretenir avec les occupants,. France 3 dénonce une entrave à la liberté de la presse systématique dans la couverture des mobilisations des opposants au projet. Les constats sur la privation de nourriture et de sommeil sont corroborés par une section locale de la LDH en septembre 2024,.
Le 10 février 2024, Greta Thunberg ainsi que d'autres jeunes militants environnementaux européens sont présents à la manifestation, près de Soual.

### Soutien

#### Société civile
Les laboratoires Pierre-Fabre, historiquement sont un soutien fort de ce projet. La construction de l'autoroute est en effet dans l'intérêt du site industriel, car elle permettrait de faciliter la desserte du site par les transporteurs et salariés. 
Au moment de l'arrêt des travaux suite à une décision du tribunal administratif, début 2025, les laboratoires Pierre-Fabre menacent de « privilégier des territoires d'accès plus rapides » si « l'enclavement devait devenir définitif ».

#### Politique
Carole Delga, présidente de la région Occitanie, affirme qu'il n'y a pas d'alternative crédible à la création de cette autoroute et que « le projet a été déclaré d’utilité publique en 2018 » après 15 ans d'études et de concertation, et que « tous les recours sur la Déclaration d'utilité publique ont été purgés en dernière instance par le Conseil d’État […] le chantier est en cours, les travaux sont très avancés (près de 40 % des crédits engagés) ». Lors de l'arrêt des travaux début 2025, la Région Occitanie indique rester « aux côtés des habitants et des entreprises du sud du Tarn qui ont besoin de cette liaison rapide, qui la soutiennent très largement car elle est nécessaire au désenclavement du bassin de Castres-Mazamet ».
En octobre 2023, l'Association des maires du Tarn affirme comptabiliser 900 signatures d'élus (sur les 4 000 du territoire) sur une lettre de soutien au projet, dont notamment les sénateurs Philippe Bonnecarrère, Philippe Folliot, sénateur du Tarn, Jean Terlier, député de la troisième circonscription du Tarn, le président du conseil départemental du Tarn, et les maires d'Albi, Castres, Gaillac, Carmaux, Graulhet, Mazamet.